# 만능청년여점
만능청년여점(중국어: 万能青年旅店, 병음: Wànnéng Qīngnián Lǚdiàn 완넝칭녠뤼뎬[*], 영어: Omnipotent Youth Society, OYS)은 1996년 허베이성 스자좡시에서 결성한 중국의 얼터너티브 록 밴드이다. 1996년 더 니코(The Nico)라는 이름으로 결성하였으나 2002년 현재의 이름으로 바꾸었다. 2006년 첫 싱글인 《不万能的喜剧》을 발매했으며 2010년 첫 스튜디오 앨범인 《万能青年旅店》을 발매했다.

## 구성원
- 둥야첸(중국어: 董亚千, 병음: Dŏng Yàqiān): 메인 보컬, 기타, 만돌린
- 지겅(중국어: 姬赓, 병음: Jī Gēng): 베이스 기타
- 시리(중국어: 史立, 병음: Shĭ Lì): 트럼펫, 플루트,  테너 호른
- 수레이(중국어: 苏雷, 병음: Sū Léi): 기타, 만돌린
- 펑장(중국어: 冯江, 병음: Féng Jiāng): 드럼

## 음반
스튜디오 앨범
- 《万能青年旅店》(Omnipotent Youth Society, 2010년 11월 12일 발매)
- 《冀西南林路行》(Inside the Cable Temple, 2020년 12월 22일 발매)

싱글
- 《不万能的喜剧》(Not Omnipotent Comedy, 2006)
- 《乌云典当记》(A Tale of the Stormy Pawn Shop, 2013)
- 《冀西南林路行》(A Walk in the Woods of Southwestern Hebei, 2015)
- 《张洲》(Zhangzhou, 2016)